# Hellfire (Black Midi)
Hellfire è il terzo album in studio del gruppo musicale britannico Black Midi, pubblicato nel 2022.

## Tracce
1. Hellfire – 1:24
2. Sugar/Tzu – 3:50
3. Eat Men Eat – 3:08
4. Welcome to Hell – 4:09
5. Still – 5:46
6. Half Time – 0:26
7. The Race Is About to Begin – 7:15
8. Dangerous Liaisons – 4:14
9. The Defence – 2:59
10. 27 Questions – 5:43

## Formazione
- Geordie Greep
- Cameron Picton
- Morgan Simpson

## Classifiche
| Classifica (2022) | Posizione raggiunta |
| ----------------- | ------------------- |
| Regno Unito       | 22                  |